# Raïon de Balézino
Le raïon de Balézino (russe : Балези́нский райо́нн; oudmourte : Балезино ёрос, Balezino joros) est un raïon de la république d'Oudmourtie en Russie.

## Présentation
La superficie du raïon est de 2 434,7 kilomètres carrés. 
Son centre administratif est la localité rurale de Balézino.
Environ 30% de la superficie du raïon sont couvert de forêts.
Le raïon est traversé, entre-autres, par les rivières Tcheptsa, Kep,  Lopya , Kama,  Pyzep et Lyuk.
Il existe des gisements de pétrole dans la zone.
Le raïon possède des industries du métal, de la transformation du bois, de l'alimentation, des matériaux de construction et du forage pétrolier. Les entreprises les plus notables sont la fonderie Balezino, une usine de matériaux de construction, une usine de transformation du bois et un atelier d'usinage. 
L'industrie alimentaire produit des produits de boulangerie, des saucisses, des macaronis, des boissons gazeuses et des produits à base de viande.

## Démographie
La population du raïon a évolué comme suit:
| 2002   | 2009   | 2010   | 2011   | 2012   | 2013   |
| ------ | ------ | ------ | ------ | ------ | ------ |
| 38 443 | 36 635 | 34 617 | 34 466 | 33 896 | 33 437 |

| 2014   | 2015   | 2016   | 2017   | 2018   | 2019   |
| ------ | ------ | ------ | ------ | ------ | ------ |
| 32 810 | 32 328 | 31 848 | 31 308 | 30 904 | 30 459 |

| 2020   | 2021   | - | - | - | - |
| ------ | ------ | - | - | - | - |
| 29 779 | 27 857 | - | - | - | - |

## Galerie

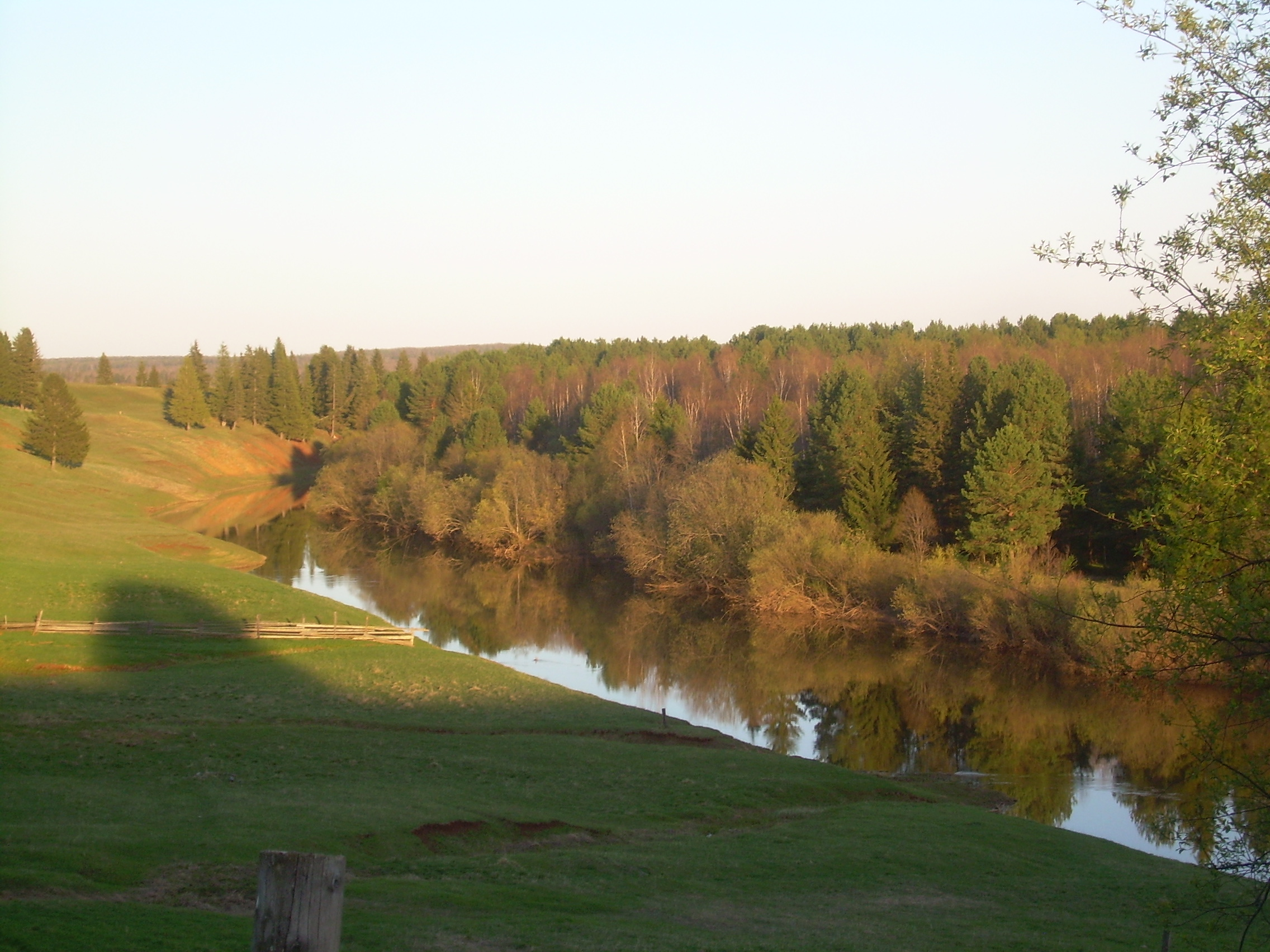
La rivière Kama près du village de Sergino.